# Pawleys Island
Pawleys Island és una població dels Estats Units a l'estat de Carolina del Sud. Segons el cens del 2000 tenia 138 habitants.

## Demografia
Segons el cens del 2000, Pawleys Island tenia 138 habitants, 81 habitatges i 43 famílies. La densitat de població era de 76,1 habitants/km².
Dels 81 habitatges en un 9,9% hi vivien nens de menys de 18 anys, en un 50,6% hi vivien parelles casades, en un 1,2% dones solteres, i en un 46,9% no eren unitats familiars. En el 45,7% dels habitatges hi vivien persones soles el 17,3% de les quals corresponia a persones de 65 anys o més que vivien soles. El nombre mitjà de persones vivint en cada habitatge era d'1,7 i el nombre mitjà de persones que vivien en cada família era de 2,3.
Per edats la població es repartia de la següent manera: un 8% tenia menys de 18 anys, un 0% entre 18 i 24, un 15,9% entre 25 i 44, un 50,7% de 45 a 60 i un 25,4% 65 anys o més.
L'edat mediana era de 55 anys. Per cada 100 dones de 18 o més anys hi havia 78,9 homes.
La renda mediana per habitatge era de 51.964$ i la renda mediana per família de 97.125$. Els homes tenien una renda mediana de 28.750$ mentre que les dones 27.500$. La renda per capita de la població era de 48.183$. Cap de les famílies i l'1,5% de la població estaven per davall del llindar de pobresa.

## Poblacions més properes
El següent diagrama mostra les poblacions més properes.